# Federico Andahazi

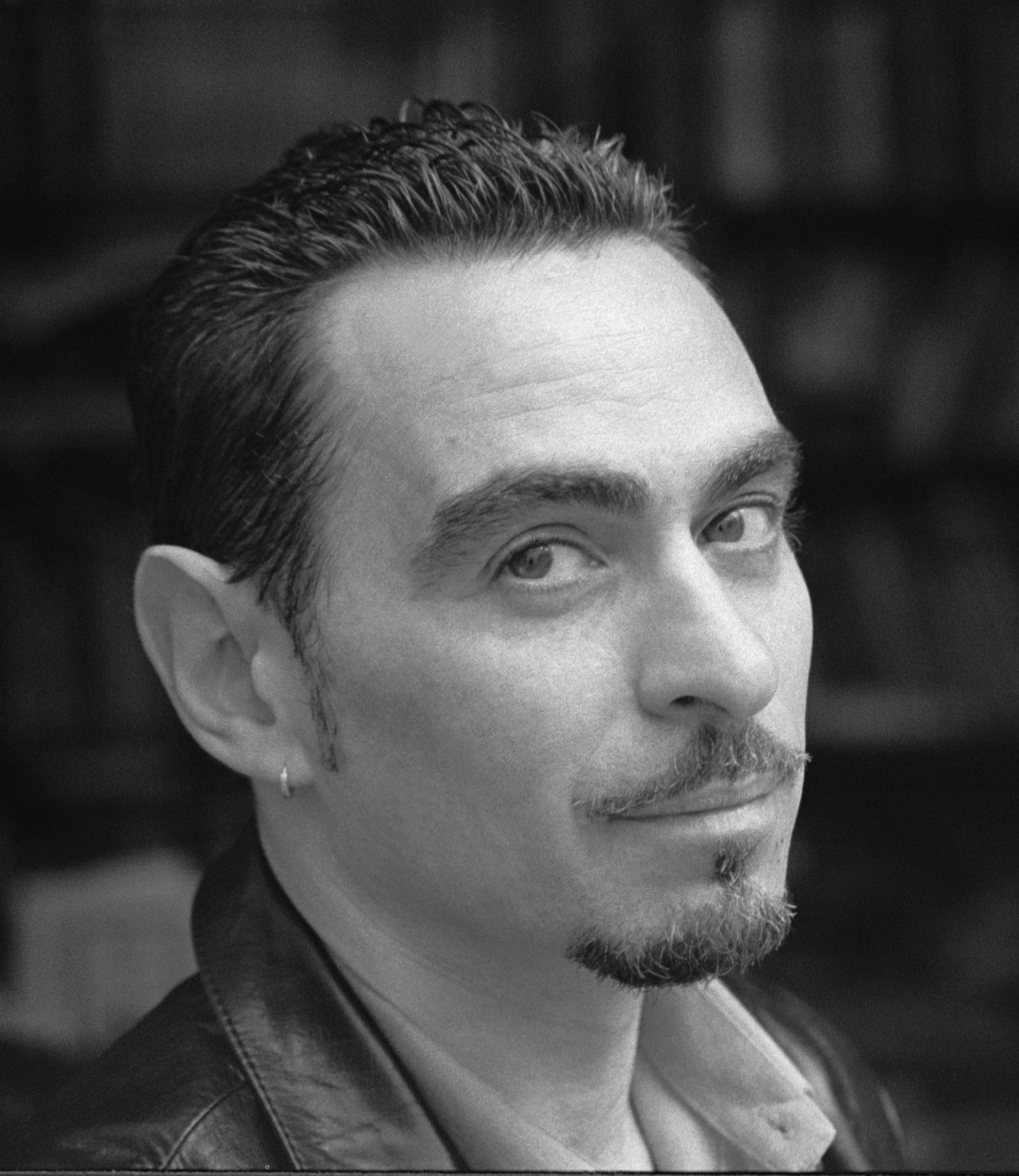
Federico Andahazi

Federico Andahazi (* 1963 in Buenos Aires) ist ein argentinischer Autor und Psychologe.
1996 wurde Andahazi durch einen Skandal bekannt: Ihm wurde von einer Jury ein Literaturpreis zugesprochen, aber die Stifterin des Preises, die bejahrte und sich in ihrem sittlichen Empfinden gestört fühlende Doña Amalia Fortabat, erkannte ihm den Preis wieder ab. Trotzdem hat sich der Verlag Planeta für das Werk interessiert und es wurde kurz danach ein großer Erfolg. Andahazi schafft eine Mischung aus historischem und erotischem Roman mit einer Intertextualität, die man im Kontext der argentinischen Phantastik lesen kann.
2006 wurde ihm der Premio Planeta Argentina für El conquistador verliehen.

## Werke

### In deutscher Übersetzung
- Im Land der Venus. Wolfgang Krüger Verlag, Frankfurt a. M. 1999. Aus dem Spanischen von Peter Martyr (Originaltitel: "El anatomista").[1]
- Lord Byrons Schatten. Rowohlt, Reinbek 2001. Aus dem Spanischen von Hilde Fritz[4] (Originaltitel: "Las piadosas").[5]

### Andere Werke
- El príncipe. 2000.
- El secreto de los flamencos. 2002.
- Errante en la sombra. 2004.
- La ciudad de los herejes. 2005.
- El conquistador. 2006.
- El libro de los placeres prohibidos. 2012.
- Los amantes bajo el Danubio. 2015.